# Adesso
Adesso – czwarty album studyjny włoskiej piosenkarki Emmy Marrone, wydany 27 listopada 2015 przez wytwórnię Universal Music. Album składa się z trzynastu włoskojęzycznych kompozycji, a wyprodukowali go Emma Marrone i Luca Mattioni.
Płytę promowało pięć singli: „Occhi profondi”, „Arriverà l’amore”, „Io di te non ho paura”, „Il paradiso non esiste” oraz „Quando le canzoni finiranno”. Wydawnictwo dotarło do 2. miejsca na oficjalnej włoskiej liście sprzedaży oraz do 23. miejsca na szwajcarskiej liście sprzedaży. We Włoszech albumowi przyznano certyfikat podwójnie platynowej płyty za sprzedaż w nakładzie przekraczającym 100 tysięcy sztuk.
2 grudnia 2016 została wydana reedycja płyty pod nazwą Adesso (Tour Edition), składa się z płyt CD i DVD. Pierwsze wydawnictwo jest utworzone z albumu Adesso poszerzone o trzy kompozycje: „Nel posto più lontano”, „You Don’t Love Me (No, No, No)” i „Libre” z Álvaro Soler. Natomiast w drugiej płycie na DVD są nagrania utworów wykonywanych na żywo podczas koncertów oprócz tego zawiera dodatkowe materiały niepublikowane zdjęcia bezpośrednio za kulis.

## Lista utworów

### Standardowa
| Nr  | Tytuł                         | Autorzy                                              | Producenci                  | Czas  |
| --- | ----------------------------- | ---------------------------------------------------- | --------------------------- | ----- |
| 1.  | „Adesso (ti voglio bene)”     | Emma Marrone                                         | Emma Marrone, Luca Mattioni | 3:18  |
| 2.  | „Occhi profondi”              | Dario Faini, Ermal Meta                              | Emma Marrone, Luca Mattioni | 3:09  |
| 3.  | „Quando le canzoni finiranno” | Diego Mancino, Dario Faini                           | Emma Marrone, Luca Mattioni | 3:34  |
| 4.  | „Facciamola più semplice”     | Giuliano Sangiorgi                                   | Emma Marrone, Luca Mattioni | 3:41  |
| 5.  | „Finalmente”                  | Giovanni Caccamo, Alessandra Flora                   | Emma Marrone, Luca Mattioni | 3:14  |
| 6.  | „Arriverà l’amore”            | Ermal Meta, Matteo Buzzanca                          | Emma Marrone, Luca Mattioni | 3:35  |
| 7.  | „In viaggio”                  | Carlo Verrienti, Nicco Verrienti                     | Emma Marrone, Luca Mattioni | 3:17  |
| 8.  | „Io di te non ho paura”       | Giulia Anania, Sergio Vallarino, Marta Venturini     | Emma Marrone, Luca Mattioni | 3:34  |
| 9.  | „Per questo paese”            | Cheope, Erica Mineo, Emma Marrone, Giuseppe Anastasi | Emma Marrone, Luca Mattioni | 3:50  |
| 10. | „Argento adesso”              | Alessandra Merola                                    | Emma Marrone, Luca Mattioni | 3:09  |
| 11. | „Il paradiso non esiste”      | Dario Faini, Emma Marrone, Diego Mancino             | Emma Marrone, Luca Mattioni | 3:35  |
| 12. | „Che sia tu”                  | Alessandra Merola                                    | Emma Marrone, Luca Mattioni | 4:33  |
| 13. | „Poco prima di dormire”       | Carlo Verrienti, Nicco Verrienti                     | Emma Marrone, Luca Mattioni | 4:07  |
|     |                               |                                                      | Całkowita długość:          | 46:36 |

Opracowane na podstawie materiałów źródłowych.

### Reedycja
CD 1
1. „Adesso (ti voglio bene)” – 3:19
2. „Occhi profondi” – 3:09
3. „Quando le canzoni finiranno” – 3:34
4. „Facciamola più semplice” – 3:42
5. „Finalmente” – 3:12
6. „Arriverà l’amore” – 3:35
7. „In viaggio” – 3:18
8. „Io di te non ho paura” – 3:34
9. „Per questo paese” – 3:50
10. „Argento adesso” – 3:09
11. „Il paradiso non esiste” – 3:36
12. „Che sia tu” – 4:33
13. „Poco prima di dormire” – 4:07
14. „Nel posto più lontano” – 3:48
15. „You Don’t Love Me (No, No, No)” – 4:12
16. „Libre” (Italian Version) (Álvaro Soler feat. Emma) – 3:53

CD 2/DVD
1. „Adesso (ti voglio bene)” – 4:10
2. „Occhi profondi” – 3:47
3. „L’amore non mi basta” – 4:30
4. „Finalmente” – 3:21
5. „Schiena” – 5:21
6. „In ogni angolo di me” – 4:29
7. „Io di te non ho paura” – 4:39
8. „Calore” – 7:10
9. „Per questo paese” – 4:09
10. „Quando le canzoni finiranno” – 3:52
11. „Che sia tu” – 5:27
12. „Resta ancora un po’” – 4:02
13. „In viaggio” – 3:22
14. „You Don’t Love Me (No, No, No)” – 6:38
15. „Arriverà l’amore” – 4:01
16. „Amami” – 5:14
17. „Non è l’inferno” – 4:18
18. „Cercavo amore” – 3:44
19. „Argento adesso” – 4:31
20. „La mia città” – 4:35
21. „Facciamola più semplice” – 4:28
22. „Il paradiso non esiste” – 5:23
23. „Poco prima di dormire” – 5:21

## Pozycje na listach sprzedaży
| Kraj       | Lista sprzedaży (2015) | Najwyższa pozycja | Certyfikat         | Sprzedaż |
| ---------- | ---------------------- | ----------------- | ------------------ | -------- |
| Szwajcaria | Alben Top 100          | 23                |                    |          |
| Włochy     | FIMI                   | 2                 | 2× platynowa płyta | 100 000+ |